# Брайтенбахплац (станция метро)
«Брайтенбахплац» (нем. Breitenbachplatz) — станция Берлинского метрополитена. Расположена на линии U3, между станциями «Рюдесхаймер Плац» (нем. Rüdesheimer Platz) и «Подбельскиаллее» (нем. Podbielskiallee). Станция расположена под площадью Брайтенбах.

## История
Станция открыта 12 октября 1913 года в составе участка «Хоэнцоллернплац» — «Тильплац» и расположена в районе Берлина Шарлоттенбург-Вильмерсдорф, который ранее был пригородом. Во время Второй мировой войны станция практически не пострадала, был повреждён только северный вестибюль (при реставрации его первоначальный облик несколько изменился). В 1969 году на станции был построен новый выход — в середине платформы. В 1988 году на станции были размещены картины Хайнц-Иоахима Сцимкцака с изображением железнодорожного транспорта.

## Архитектура и оформление
Брайтенбахплац — двухпролетная колонная станция мелкого заложения (глубина — 5 метров) с тремя выходами. Сооружена по проекту архитектора Вильгельма Лайтгебеля. Потолок станции поддерживается рядом дорических гранитных колонн. В путевых стенах расположены ниши, чередующиеся с участками ровной стены, изначально планировавшейся под рекламные плакаты. В настоящее время вместо рекламных плакатов на станции расположены картины Хайнц-Иоахима Сцимкцака, посвященные 150-летию Прусской железной дороги. Нижняя часть путевых стен облицована красно-коричневым кафелем. Стены украшены керамическими коричневыми вставками и крупными медальонами с изображениями животных или растений. Потолок украшен восьмиугольными мозаичными полями, над первым путём (из центра) в потолке расположены 4 эллиптических отверстия с коваными решетками, из которых на станцию попадает дневной свет. На станции сохранились 3 деревянных скамьи, в южном вестибюле — деревянная билетная касса.